# Rocky Valley

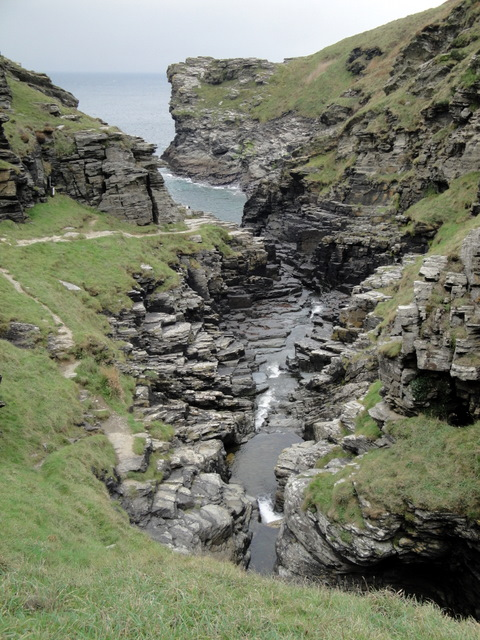
Rocky Valley

Das Rocky Valley in der Gemeinde Tintagel (Cornish: Glynn Duwy, dt. Tal des Duwy) ist ein Tal im nördlichen Cornwall. Es ist im Besitz des National Trust. Es gibt im englischsprachigen Raum mehrere Täler dieses Namens.
Das Tal liegt  nördlich von Tintagel auf dem Weg nach Boscastle. Es wurde vom Fluss Trevillet(Cornish: Duwy, dt. dunkler Fluss) etwa 1,6 Kilometer östlich von Tintagel in den Untergrund geschnitten. Am höchsten Punkt ragen die Schieferwände 70 Meter auf. Im Tal wachsen 161 Moosarten.
Rocky Valley wurde bereits 1897 in Reiseführern erwähnt. Im Tal stehen zwei Wassermühlen. Die im 18. Jahrhundert als Webmühle verwendete Mühle ist verfallen. Die Trevillet Mill (Mühle) wurde durch ein 1851 entstandenes Gemälde von Thomas Creswick (1811–1869) berühmt. 
Der „South West Coast Path“ verläuft ein Stück durch das Tal. Im Jahre 2007 verursachten starke Regenfälle Sturzfluten, die einige Brücken über den Trevillet zerstörten, diese sind aber inzwischen ersetzt.

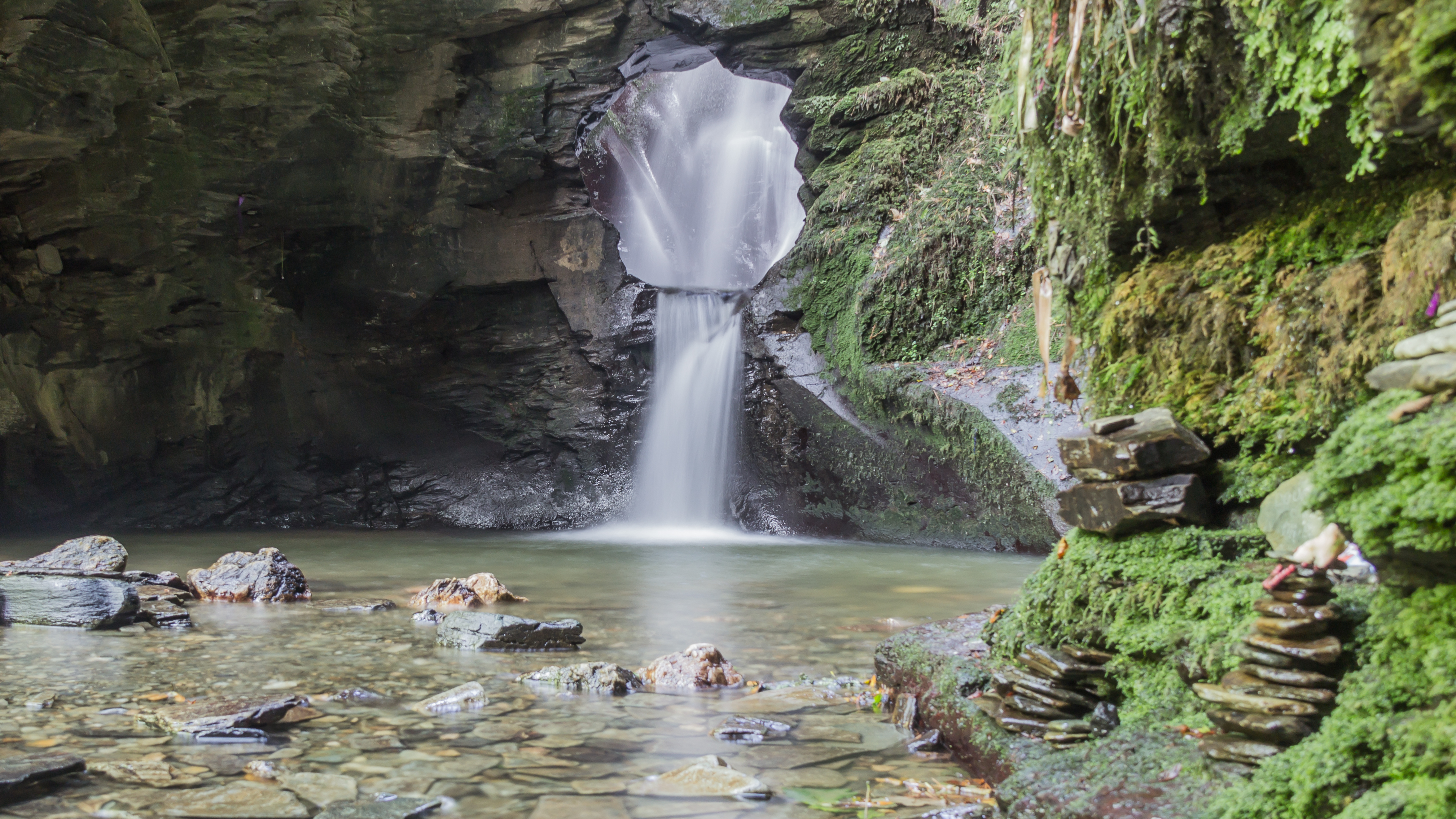
St Nectan Kieve

St Nectan Glen ist ein nahegelegenes Waldgebiet entlang der Ufer des Trevillet. Hier liegt die durch einen Wasserfall ausgeformte, etwa 3,7 Meter tiefe St. Nectan Kieve (dt. St.-Nathans-Wanne).

## Felsritzungen

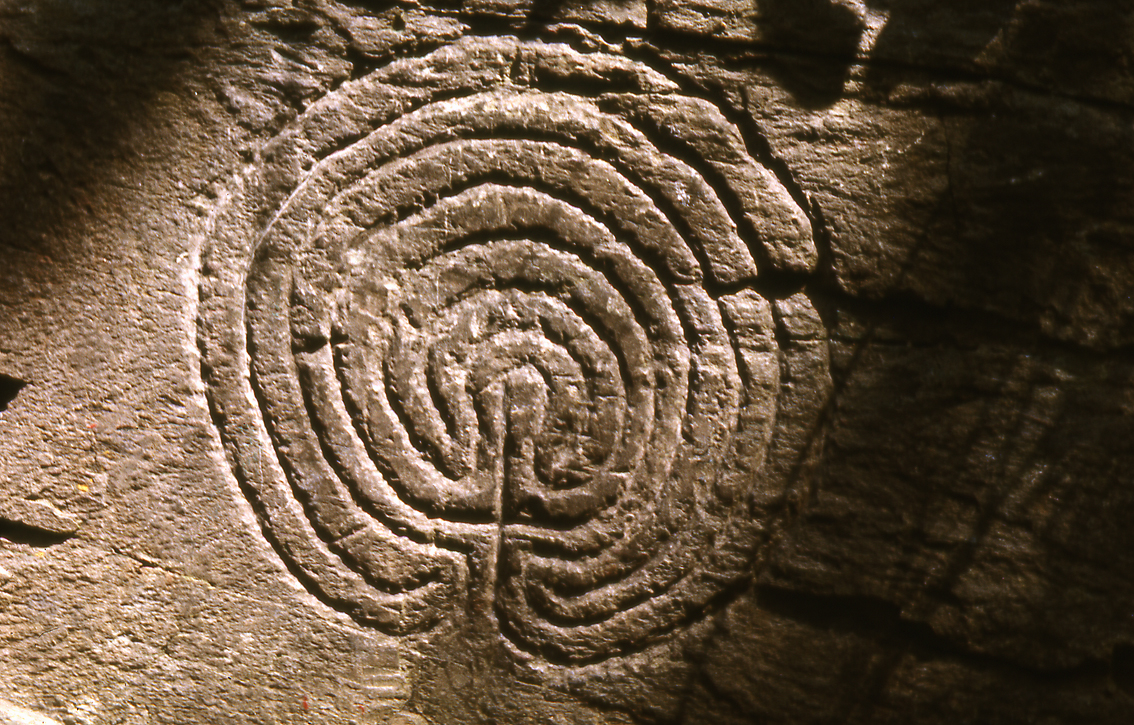
Labyrinthritzung im Rocky Valley

Die sehr präzise eingepickten Labyrinth-Darstellungen im Rocky Valley wurden 1948 zum ersten Mal erwähnt. Sidney Joseph Madge vom Britischen Museum bildete eines der Labyrinthe in einem Führungsheft ab, ohne es weiter zu diskutieren. In einem Brief an Gibson datierte Brian Raftery vom Nationalmuseum in Dublin die Ritzungen auf Grund stilistischer Ähnlichkeiten in die Bronzezeit, ohne sie jedoch selber gesehen zu haben. Ein "Labyrinthexperte" aus New York, Carl Schuster, führte die Muster auf bronzezeitliche Händler aus dem Mittelmeergebiet zurück.
Die Darstellungen wurden nie von Wissenschaftlern untersucht. Manche Anwohner glauben, dass die Labyrinthe auf einen rezenten studentischen Scherz zurückgehen. Das Gebiet um die Felsritzungen ist in den Fokus des Neopaganismus geraten, Münzen werden in Steinritzen gezwängt.